# Mono Inc.
Mono Inc. é um banda alemã de gothic metal formada em 2000, na cidade de Hamburgo.
MONO é um derivado de Monomania (alemão "Monomanie"), um termo da teoria da doença psiquiátrica do século 19, uma forma de insanidade parcial concebida como uma preocupação patológica única em uma mente sã. "Monomania Incorporated" significa "Empresa dos parcialmente insanos", que foi abreviado para MONO INC., o nome da banda.

## Membros

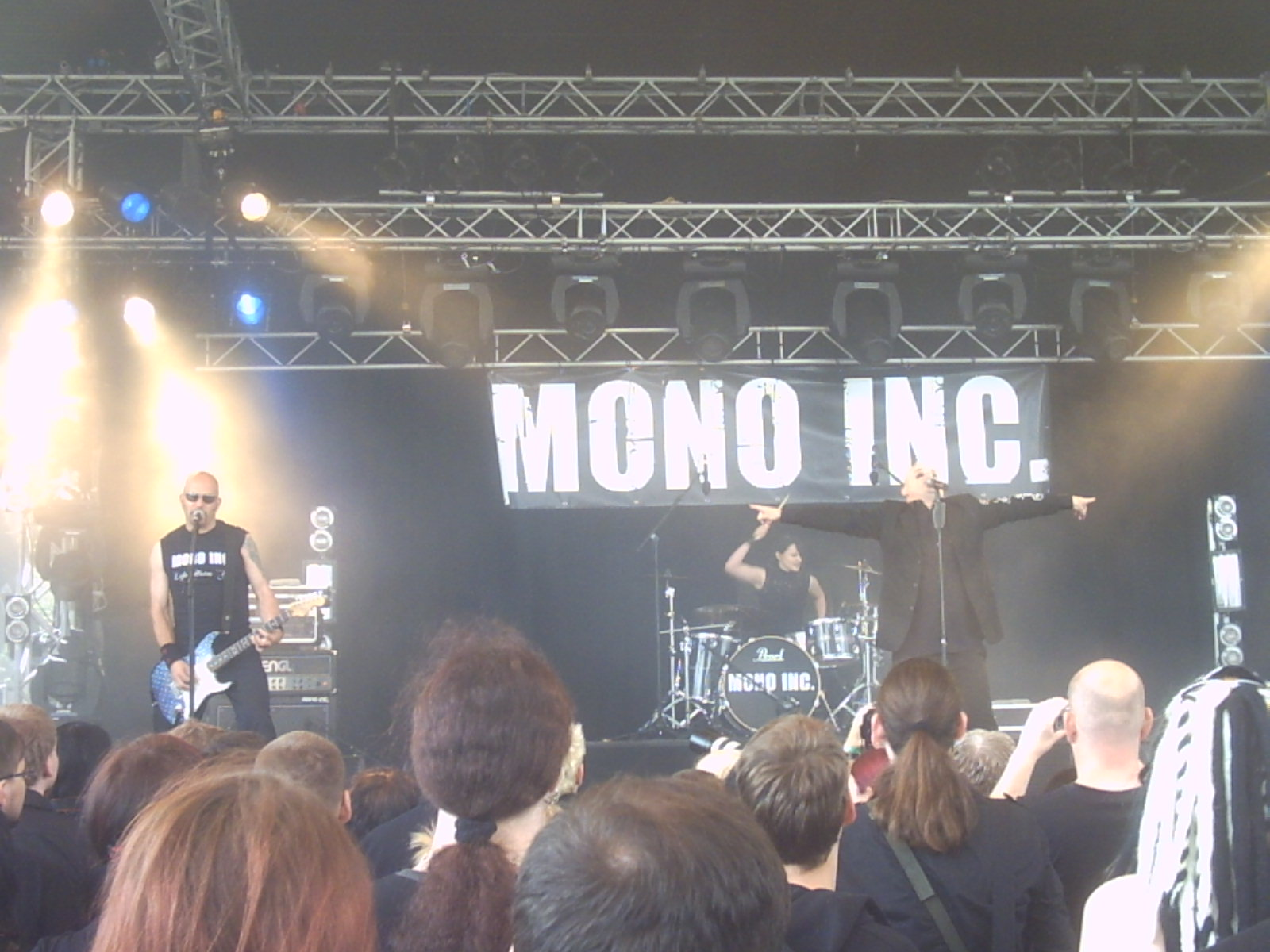

### Integrantes atuais
- Martin Engler - baterista (2000-2006), vocalista (2006-atualmente)
- Manuel Antoni - baixista e vocalista de apoio (2003-atualmente)
- Carl Fornia - guitarrista e vocalista de apoio (2000-atualmente)
- Katha Mia - baterista e vocalista de apoio (2006-atualmente)

### Ex-integrantes
- Miky Mono - vocalista e baixista (2000-2003), vocalista (2003-2006; faleceu em 2010)

## Discografia

### Álbuns
- Head Under Water (2004)
- Temple of the Torn (2007)
- Pain, Love & Poetry (2008)
- Voices of Doom (2009)
- Viva Hades (2011)
- After the War (2012)
- Nimmermehr (2013)
- Terlingua (2015)
- Together Till the End (2017)
- Welcome to Hell (2018)
- The Book of Fire (2020)

### Singles
- "Burn Me" (2004)
- "Somberland" (2006)
- "Temple of the Torn" (2007)
- "In My Heart" (2007)
- "Teach Me to Love" (2008)
- "Sleeping My Day Away" (2008)
- "Get Some Sleep" (2008)
- "This Is the Day" (2008)
- "Voices of Doom" (2009)
- "Gothic Queen" (2009)
- "Symphony of Pain" (2011)
- "Revenge" (2011)
- "The Best Of You" (2011)
- "After The War" (2012)
- "Wave No Flag/From The Ashes" (2012)
- "Arabia" (2012)
- "Heile, Heile Segen" (2013)
- "My Deal With God" (2013)
- "Kein Weg Zu Weit" (2013)
- "Twice In Life" (2013)
- "Never-Ending Love Song" (2015)
- "Heiland" (2015)
- "Tag X" (2015)
- "An Klaren Tagen" (2015)
- "Chasing Cars" (2015)
- "Children Of The Dark" (2016)
- "Boatman" (2017)
- "Beggars and Kings" (2017)
- "Welcome To Hell" (2018)
- "A Vagabond's Life" (2018)
- "Long Live Death" (2018)